# Anthony Mahoungou
Anthony Jean Hervé Mahoungou-Le Moigne (* 12. Februar 1994 in Paris) ist ein französischer American-Football-Spieler auf der Position des Wide Receivers. Er spielte College Football an der Purdue University in West Lafayette. Seine Freshman-Saison absolvierte er zuvor am West Hills Junior College in Coalinga.
Mahoungou wurde 2021 mit Frankfurt Galaxy und 2023 mit Rhein Fire Meister der European League of Football (ELF). Für die Saison 2024 steht er bei den Paris Musketeers in der ELF unter Vertrag.

## Werdegang

### Jugend
Mahoungou war als Kind zunächst im Fußball für den AS Courneuvienne aktiv, ehe er im Alter von 13 Jahren bei La Courneuve Flash mit dem Flag Football begann. Bei der U-19-Weltmeisterschaft 2012 stand er im Kader der französischen Junioren-Nationalmannschaft. Im Frühjahr 2013 wurde er für das Weltteam ausgewählt, das im IFAF U19 International Bowl in Austin gegen eine US-Auswahl antrat. Bei der American-Football-Europameisterschaft der Junioren 2013 in Deutschland war Mahoungou auf der Position des Wide Receivers Starter in der französischen Jugend-Nationalmannschaft, die nach der Finalniederlage gegen Österreich Zweiter wurde. Im Jahr 2014 verpflichtete sich Mahoungou für das West Hills Junior College, dessen Football-Team in der California Community College Athletic Association (CCCAA) organisiert ist. Bei den Falcons entwickelte er sich auf Anhieb zu einem festen Bestandteil der Offense und erzielte bei 39 Receptions 739 Yards Raumgewinn sowie neun Touchdowns. Mit den Falcons gewann er den Northern California Football Conference American Division Bowl (NCFC-Bowl). Darüber hinaus wurde er in das 1st All-Conference-Team berufen. Nach der Saison wurde er von 247Sports.com zu den besten 20 Receivern an einem Junior-College eingestuft.
Als Drei-Sterne-Rekrut wurde Mahoungou zur Saison 2015 an die Purdue University transferiert, wo er für die Boilermakers an einem NCAA Division I FBS College spielte. Zuvor stand er auch im Kontakt mit den Indiana Hoosiers und den Georgia State Panthers. In seinem ersten Jahr bei den Boilermakers kam er zwar in elf Spielen zum Einsatz, war aber noch kein Starter. Auch in der darauffolgenden Saison war er Reservespieler. Insgesamt fing er in elf Spielen dreizehn Pässe für 99 Yards. Sein Durchbruch erfolgte in seinem Senior-Jahr, als er von den zwölf Spielen acht als Starter beginnen durfte und in der Offensive zunehmend eine wichtige Rolle einnahm. Mahoungou konnte in der Saison 40 Pässe seines Quarterbacks für 688 Yards und acht Touchdowns fangen. Zum Saisonabschluss erzielte er mit einem späten Touchdown-Catch die entscheidenden Punkte zum Sieg des prestigeträchtigen Foster Farms Bowl.

### Herren
Mahoungou wurden im Vorfeld des NFL Drafts 2018 gute Chancen zugeschrieben, von einem Team ausgewählt zu werden. Letztlich wurde er zwar nicht gedrafted, aber von den Philadelphia Eagles als Undrafted Free Agent verpflichtet. Nachdem Mahoungou in drei Preseason-Spielen bei insgesamt 21 Snaps auf dem Feld stand, wurde er Ende August von den Eagles entlassen. Im Anschluss daran erhielt er keinen weiteren Vertrag bei einem NFL-Franchise. Kurz nach seiner Entlassung wurde er jedoch von den Winnipeg Blue Bombers und den Edmonton Eskimos aus der Canadian Football League (CFL) kontaktiert, doch lehnte er das Angebot der Blue Bombers ab und bekam von den Eskimos nach einem Try-out keines ausgesprochen.
Im Juli 2019 schloss sich Mahoungou der Frankfurt Universe aus der German Football League (GFL) an. In neun Spielen kam er auf 79,6 Receiving Yards pro Spiel, 45 Receptions und zehn Touchdowns. Mit der Universe schied er im Halbfinale der GFL-Playoffs gegen die New Yorker Lions aus. Im Frühjahr 2020 nahm Mahoungou an einem CFL Combine in Frankreich teil, worauf hin er zu einem weiteren Combine nach Toronto eingeladen wurde. Da Mahoungou zwischenzeitlich in Europa aktiv war, galt er als Global Player, die einen vereinfachten Zugang zu einem Team-Roster haben, sollten sie von einem CFL-Franchise ausgewählt werden. Aufgrund der COVID-19-Pandemie wurden die Saisons der GFL und CFL im Jahr 2020 abgesagt.
Zur historisch ersten Saison der European League of Football 2021 wurde Mahoungou von der Frankfurt Galaxy unter Cheftrainer Thomas Kösling verpflichtet. Mit der Galaxy erreichte er das Finale in Düsseldorf, das die Frankfurter knapp mit 32:30 gewannen. Mit sieben Catches für 101 Yards und einen Touchdown trug Mahoungou erheblich zum Gewinn des Titels bei. Insgesamt hatte er in der Saison acht Touchdowns erzielt. Bereits nach Abschluss der regulären Saison wurde er in das ELF All Star Team berufen. Mahoungou nahm jedoch nicht am All Star Game teil, da er im April 2021 im CFL Global Draft von den Ottawa Redblacks ausgewählt wurde und er im Oktober zum Team nach Kanada stieß. Zu Beginn der CFL-Saison 2022 stand er erneut im Practice Roster. In der 14. Spielwoche wurde Mahoungou erstmals in den aktiven Kader befördert.
Zur ELF-Saison 2023 wurde Mahoungou von Rhein Fire verpflichtet. In zehn Spielen fing er 60 Bälle für 984 Yards. Nach einer Verletzung verpasste er die letzten beiden Spiele der regulären Saison und wurde im Halbfinale geschont. Im Finale wurde er wieder eingesetzt und gewann mit Rhein Fire seine zweite ELF-Meisterschaft.

## Medien
Mahoungou war in den NFL-Saisons 2020 und 2022 als Kommentator in den Livestreams auf der Website des französischen Sportmagazins L’Équipe tätig.

## Statistiken
| Jahr                                   | Team             | Spiele | Starts | Receiving | Receiving | Receiving | Receiving | Receiving | Receiving |
| Jahr                                   | Team             | Spiele | Starts | Rec       | Tgt       | Yds       | Avg       | TD        | Lng       |
| -------------------------------------- | ---------------- | ------ | ------ | --------- | --------- | --------- | --------- | --------- | --------- |
| European League of Football            |                  |        |        |           |           |           |           |           |           |
| 2021                                   | Frankfurt Galaxy | 10     | 8      | 33        | 43        | 468       | 14,2      | 6         | 60        |
| 2023                                   | Rhein Fire       | 10     | 10     | 60        | 91        | 984       | 16,4      | 11        | 50        |
| 2024                                   | Paris Musketeers |        |        |           |           |           |           |           |           |
| ELF Gesamt                             | ELF Gesamt       | 20     | 18     | 93        | 134       | 1.452     | 15,6      | 17        | 60        |
| Quellen: stats.europeanleague.football |                  |        |        |           |           |           |           |           |           |

| Jahr                                   | Team             | Spiele | Starts | Receiving | Receiving | Receiving | Receiving | Receiving | Receiving |
| Jahr                                   | Team             | Spiele | Starts | Rec       | Tgt       | Yds       | Avg       | TD        | Lng       |
| -------------------------------------- | ---------------- | ------ | ------ | --------- | --------- | --------- | --------- | --------- | --------- |
| European League of Football            |                  |        |        |           |           |           |           |           |           |
| 2021                                   | Frankfurt Galaxy | 2      | 2      | 10        | 14        | 167       | 16,7      | 2         | 43        |
| 2023                                   | Rhein Fire       | 1      | 1      | 3         | 3         | 27        | 9,0       | 0         | 13        |
| ELF Gesamt                             | ELF Gesamt       | 3      | 3      | 13        | 17        | 194       | 14,9      | 2         | 43        |
| Quellen: stats.europeanleague.football |                  |        |        |           |           |           |           |           |           |

## Privates
Mahoungou studierte an der Purdue University Bewegungs- und Sportwissenschaft.